# بين جونز (سياسي)
بين جونز (بالإنجليزية: Ben Joseph Jones)‏ هو دبلوماسي ومحامي وسياسي غرينادي، ولد في 5 أغسطس 1924 في غرينادا ‏ في غرينادا، وتوفي في 10 فبراير 2005 في غرينادا. نشط حزبياً في New National Party (Grenada) ‏.